# 中央党 (スウェーデン)
中央党（ちゅうおうとう、スウェーデン語: Centerpartiet）は、スウェーデンの農民政党、リベラル政党。
1913年に農民同盟として結成。1957年に現在の党名に改称。農民政党は北ヨーロッパを中心にしばしば見られる政党の形態である。レッセフェールの伝統を引き継ぐ、新自由主義の政党として認識されているため、それに期待する自営業者の中にも支持者がいる。しかしながら、やはり最大の支持基盤は農民であり、農林業の経済問題が最大の党是である。農林業のために環境問題では環境保護側に立ち、都市と地方の格差問題では地方の立場を代弁する。以前は選挙においてブルジョワブロックの実質的なリーダーとしてスウェーデン社会民主労働党と激しく政権を争ってきたが、実際の政権運営はこの両党が協調してスウェーデンの福祉国家を産み育み守ってきた。現在では穏健党が中道右派政党連合のリーダーの役割を果たしており、中央党も穏健党を中心とする「スウェーデンのための連合」の一員である。